# Nicolas Leblanc
Nicolas Leblanc, född 6 december 1742 i Ivoy le Pré i Cher, Frankrike, död 16 januari 1806, var en fransk kemist och kirurg speciellt känd för utvecklandet av en process för framställning av soda, den så kallade Leblancprocessen. 

## Biografi
Leblancs största upptäckt var hur man framställer soda (natriumkarbonat) ur koksalt, något som var mycket viktigt för glasframställning.
Han lyckades med detta 1791, efter den franska vetenskapsakademin år 1771 utlyst ett pris för den kemist som kunde framställa natriumkarbonat ur salt. Processen, som efter honom kom att kallas Leblancprocessen, involverade en reaktion mellan natriumklorid och svavelsyra vid höga temperaturer.
Under franska revolutionen beslagtogs hans fabriker, och vid sin död levde han i stor fattigdom.